# Willi Melliger
Wilhelm Melliger, dit Willi Melliger, né le 26 juillet 1953 à Buttwil (canton d'Argovie) et mort le 16 janvier 2018, est un cavalier suisse de saut d'obstacles. 

## Palmarès mondial
- 1981 : médaille d'argent (de bronze) par équipe aux championnats d'Europe de Monaco (de Munich) avec Trumpf Buur.
- 1983 : médaille d'or par équipe aux championnats d'Europe de Hickstead au Royaume-Uni avec Van Gogh.
- 1984 : 5e par équipe aux Jeux olympiques de Los Angeles aux États-Unis avec Van Gogh.
- 1985 : médaille d'argent par équipe aux championnats d'Europe de Dinard en France avec Beethoven.
- 1987 : médaille de bronze par équipe aux championnats d'Europe de Saint-Gall en Suisse avec Corso.
- 1989 : médaille de bronze par équipe aux championnats d'Europe de Rotterdam aux Pays-Bas avec Corso.
- 1991 : médaille de bronze par équipe aux championnats d'Europe de La Baule en France avec Qinta C
- 1992 : 5e par équipe aux Jeux olympiques de Barcelone en Espagne avec Qinta C.
- 1993 : médailles d'or en individuel et par équipe aux championnats d'Europe de Gijón en Espagne avec Qinta C.
- 1995 : médaille d'or par équipe et médaille de bronze en individuel aux championnats d'Europe de Saint-Gall en Suisse avec Calvaro V.
- 1996 : médaille d'argent en individuel aux Jeux olympiques d'Atlanta aux États-Unis avec Calvaro V.
- 1997 : médaille de bronze en individuel aux championnats d'Europe de Mannheim en Allemagne avec Calvaro V.
- 1998 : 4e en individuel et 4e par équipe aux Jeux équestres mondiaux de Rome en Italie avec Calvaro V.
- 1999 :  médaille de bronze en individuel aux championnats d'Europe de Hickstead au Royaume-Uni avec Calvaro V.
- 2000 : médaille d'argent par équipe aux Jeux olympiques de Sydney en Australie avec Calvaro V.
- 2003 :  médaille de bronze par équipe aux championnats d'Europe de Donaueschingen en Allemagne avec Gold du Talus.